# Graham Alexander
Graham Robert Alexander (Coventry, 1971. október 10. –) skót labdarúgó, edző.

## Pályafutása

### Scunthorpe és Luton
Alexander 1988-ban került a Scunthorpe United ifiakadémiájára. 1991. április 27-én debütált a felnőttek között, majd nem sokkal később megkapta első profi szerződését. Az 1991/92-es szezonban állandó helyet szerzett magának a Scunthorpe első csapatában. Minden sorozatot egybevéve több mint 200 mérkőzésen lépett pályára a klubban. 1995-ben 100 ezer fontért a Luton Townhoz igazolt, ahol négy évet töltött el.

### Preston North End
1999-ben a Preston North End és a Burnley is szerette volna megszerezni. Mindkét csapat felajánlott neki egy szerződést, végül a Prestont választotta. Hamar stabil kezdő lett a fehér mezeseknél, rábízták a pontrúgásokat és gyakran a csapatkapitányi karszalagot is megkapta. Alexander pályafutása során alig volt sérült, de a 2000/01-es idényben több hetet ki kellett hagynia bordatörés miatt. A klubnál töltött ideje alatt pontosan 400 mérkőzést játszott. A 2004/05-ös szezon végén a Championship álomcsapatába is bekerült.

### Burnley
2007. augusztus 29-én, 200 ezer font ellenében a Burnleyhez igazolt. A 2008/09-es évadban csapatával feljutott a Premier League-be. 2009 nyarán egy évvel meghosszabbította szerződését.

## Válogatott
Bár Alexander Angliában született, skót felmenőinek köszönhetően lehetősége nyílt pályára lépni a skót válogatottban, amivel élt is. 2002. április 17-én, egy Nigéria elleni barátságos meccsen debütált a csapatban.

## Külső hivatkozások
- Graham Alexander pályafutásának statisztikái a Soccerbase oldalon (angolul)

- Graham Alexander adatlapja a Preston North End honlapján
- Graham Alexander adatlapja a Burnley honlapján

## Fordítás
- Ez a szócikk részben vagy egészben  a   Graham Alexander című angol Wikipédia-szócikk fordításán alapul.  Az eredeti cikk szerkesztőit annak laptörténete sorolja fel. Ez a jelzés csupán a megfogalmazás eredetét és a szerzői jogokat jelzi, nem szolgál a cikkben szereplő információk forrásmegjelöléseként.